# Средневековые памятники в Косове
Средневековые памятники в Косове (серб. Средњовековни споменици на Косову / Srednjovekovni spomenici na Kosovu, англ. Medieval Monuments in Kosovo) — объект мирового наследия ЮНЕСКО, состоящий из 3 православных монастырей и одной церкви расположенных в Косове, которые представляют собой ярчайший образец Византийской и Западно-романской духовной архитектуры, сплав которых формирует, так называемый, палеологовский ренессанс.
В 2004 году Монастырь Высокие Дечаны был зачислен в перечень объектов Всемирного Наследия ЮНЕСКО. Фрески монастыря были охарактеризованы как «одни из наиболее ценных экспонатов палеологовского ренессанса в византийском изобразительном искусстве» и «ценное отображение жизни XIV века». Спустя два года в 2006 году объект наследия был расширен, и в список были включены еще 2 православных монастыря и одна церковь.
Сейчас под объектом наследия понимаются:
| Код        | Название                     | Месторасположение | Координаты                      | Год включения в список |
| ---------- | ---------------------------- | ----------------- | ------------------------------- | ---------------------- |
| 724-001    | Монастырь Высокие Дечаны     | Дечаны            | 42°32′48″ с. ш. 20°16′18″ в. д. | 2004                   |
| 724-002bis | Монастырь Печская Патриархия | Печ               | 42°39′40″ с. ш. 20°15′56″ в. д. | 2006                   |
| 724-003bis | Церковь Богородица Левишка   | Призрен           | 42°12′41″ с. ш. 20°44′09″ в. д. | 2006                   |
| 724-004bis | Монастырь Грачаница          | Приштина          | 42°35′54″ с. ш. 21°11′36″ в. д. | 2006                   |

В 2006 году данный список был зачислен в список всемирного наследия, находящегося под угрозой, по причине возможных атак албанских боевиков. Все объекты находятся под защитой KFOR.

## Объекты в контексте вооружённого конфликта в Косове

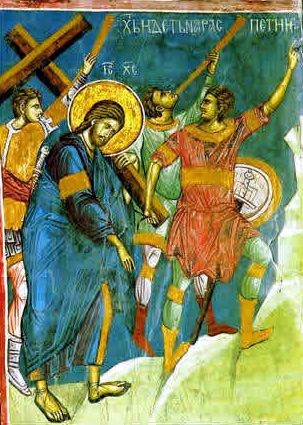
Фреска XIV века, монастырь Высокие Дечаны

В Косове расположены около 1300 храмов и монастырей, принадлежащих Сербской православной церкви, возведённых в XII—XX веках. Более 120 из них были разрушены или осквернены албанскими повстанцами в период с 1999 года (уже после ввода войск KFOR) до осени 2002 года. Среди повреждённых объектов — постройки, признанные памятниками архитектуры. Зачастую повстанцы просто минировали и взрывали их, несмотря на то, что находились под защитой KFOR. Сербская православная церковь призвала мировое сообщество обратить внимание на угрозу уничтожения церквей и монастырей, в частности, упоминалось о поджоге Церкви Богородицы Левишка 17 марта 2004 года.
Несмотря на то, что в настоящее время идут реставрационные работы, Сербская православная церковь озабочена их недостаточными темпами и судьбой памятников в будущем.